# Berliner Fußballmeisterschaft 1913/14
Die Berliner Fußballmeisterschaft 1913/14 war die dritte unter dem Verband Brandenburgischer Ballspielvereine (VBB) ausgetragene Berliner Fußballmeisterschaft. Die Meisterschaft wurde in dieser Saison in einer Gruppe mit zehn Mannschaften im Rundenturnier mit Hin- und Rückspiel ausgetragen. Am Ende konnte der Berliner BC 03 die Meisterschaft gewinnen und qualifizierte sich somit für die deutsche Fußballmeisterschaft 1913/14. Nach einem 4:0-Sieg gegen den FC Askania Forst erreichte Viktoria das Halbfinale, bei dem die Berliner gegen den späteren deutschen Fußballmeister SpVgg Fürth mit 3:4 nach Verlängerung verloren.

## Abschlusstabelle
| Pl. | Verein                     | Sp. | S  | U | N  | Tore    | Quote | Punkte |
| --- | -------------------------- | --- | -- | - | -- | ------- | ----- | ------ |
| 1.  | Berliner BC 03             | 18  | 9  | 7 | 2  | 040:220 | 1,82  | 25:11  |
| 2.  | BFC Hertha 1892            | 18  | 10 | 4 | 4  | 036:210 | 1,71  | 24:12  |
| 3.  | Vorwärts 90 Berlin         | 18  | 7  | 6 | 5  | 036:280 | 1,29  | 20:16  |
| 4.  | Berliner TuFC Viktoria (M) | 18  | 8  | 4 | 6  | 030:240 | 1,25  | 20:16  |
| 5.  | BFC Preußen                | 18  | 6  | 7 | 5  | 037:270 | 1,37  | 19:17  |
| 6.  | BTuFC Union 1892           | 18  | 6  | 6 | 6  | 034:360 | 0,94  | 18:18  |
| 7.  | Minerva 93 Berlin          | 18  | 6  | 4 | 8  | 022:320 | 0,69  | 16:20  |
| 8.  | BFC Berolina (N)           | 18  | 5  | 6 | 7  | 025:370 | 0,68  | 16:20  |
| 9.  | BTuFC Britannia 1892       | 18  | 4  | 5 | 9  | 020:300 | 0,67  | 13:23  |
| 10. | SV Norden-Nordwest (N)     | 18  | 3  | 3 | 12 | 025:490 | 0,51  | 09:27  |

| (M) | Titelverteidiger |
| (N) | Aufsteiger       |